# Questions militaires
Questions militaires est un ouvrage de Valéry Larbaud publié dans la clandestinité en 1944 aux Pays-Bas.

## Historique
Édité par les éditions A.A.M. Stols à La Haye, cette plaquette, accompagnée des lithographies de Piet Worm (nl), est la réunion de deux chapitres, le premier publié en août 1913 et le second en janvier 1921, des Cahiers d'Aujourd'hui.  
L'ouvrage est tiré à deux cent cinquante exemplaires sur papier de Hollande dont cinquante exemplaires numérotés de I à L, comportent les lithographies originales imprimées par l'artiste et coloriées à la main et deux cents, numérotés 1 à 200, avec les illustrations lithographiques reproduites à l'offset et coloriées à la main. Les numéros XLI à L et 176 à 200 sont hors commerce. 

## Description
Larbaud possédait une importante collection de soldats de plomb. Son écrit établit un parallèle entre les collectionneurs et les amateurs de soldats de plomb et les collectionneurs et amateurs en littérature.